# News Corporation

News Corporation (NYSE: NWS) — міжнародна медіакорпорація, одна з найбільших у світі. Заснована медіамагнатом Рупертом Мердоком у 1979 році. Володіє телекомпанією 20th Century Fox, телеканалом Fox News, супутниковими операторами BSkyB, Sky Deutschland, Sky Italia, Foxtel, інформаційним агентством Dow Jones, рекламним агентством News Outdoor, а також газетами Wall Street Journal, Times, Sun, New York Post, компаніями ігрової індустрії Fox Interactive і Sega.
У 2011 вибухнув скандал навколо однієї з найпопулярніших британських газет, що належали медіакорпорації, News of the World, з прослуховування журналістами телефонних розмов приватних осіб, зокрема відомих політиків. Він спричинив хвилю обурення в британському суспільстві й у підсумку призвів до закриття таблоїда, що виходив протягом 168 років.
28 червня 2013 медіакорпорація News Corporation була розділена на дві компанії. У першу увійшли всі активи News Corp у сфері розваг, зокрема кіностудія, друга об'єднає в собі весь видавничий бізнес Руперта Мердока,включаючи газети у Великій Британії та Австралії, та збереже назву News Corp. Як стверджує сам Мердок, розділ корпорації зробить частки акціонерів ціннішими і знизить ризик того, що скандал з прослуховуванням позначиться на прибутках активів у сфері телебачення і кіно.

## Виноски
1. ↑  Global LEI index
2. ↑  News Corp officially splits in two. Архів оригіналу за 29 червня 2013. Процитовано 29 червня 2013.